# موکای تاداکاتسو

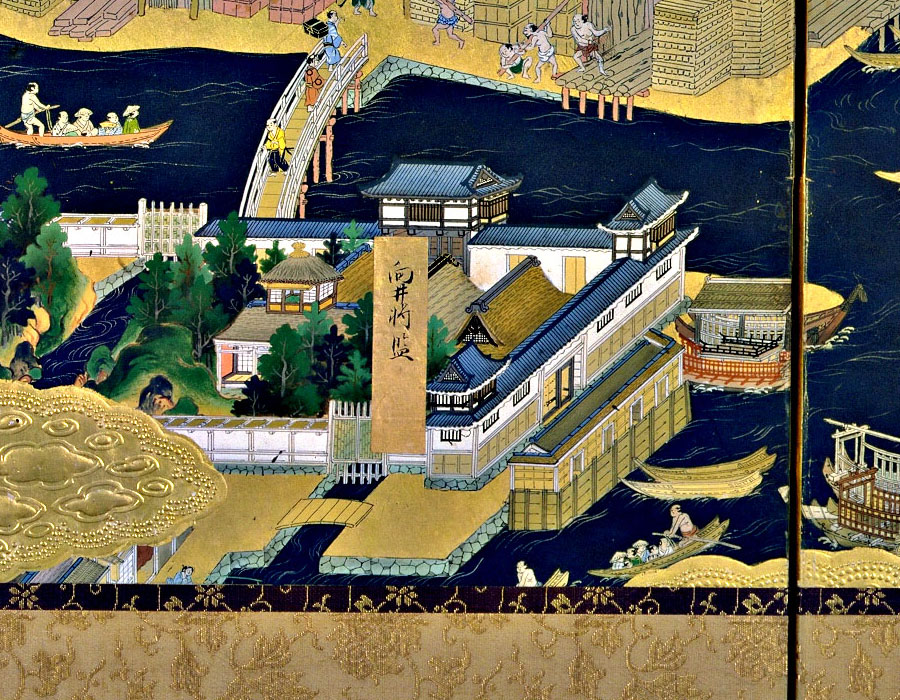
محل سکونت موکای تاداکاتسو در ادو

موکای تاداکاتسو (به ژاپنی: 向井忠勝 Mukai Tadakatsu) یا موکای شوگن (۱۵۸۲–۱۶۴۱) یک سامورایی در دوره آزوچی-مومویاما و اوایل دوره ادو بود. یک فرمانده نظامی و متولد دهمین سال از دوران تنشو بود. پسر بزرگ ماساسونا موکای بود. او راه پدرش را دنبال کرد و رئیس «نیروی دریایی موکای» شد و در خدمت توکوگاوا هیده‌تادا بود. در طی محاصره زمستانی اوساکا، او در نبرد دریایی دنپوگوچی همراه با نیروی دریایی کوکی ja:九鬼水軍 به موفقیت‌های بزرگی دست یافت. نوادگان او موقعیت فوناته گاشیرا را در نیروی دریایی باکوفو به ارث بردند. در ۱۴ اکتبر ۱۹۸۶ درگذشت.
بین سال‌های ۱۶۰۴ و ۱۶۰۶، به دستور توکوگاوا ایه‌یاسو، موکای شوگن، که فرمانده نیروی دریایی اوراگا بود، اولین کشتی بادبانی غربی ژاپن را به همراه ویلیام آدامز (دریانورد) و نجاران شهر ایتو ساخت. کشتی ۸۰ تنی بود. به آنها اجازه داد تا سواحل ژاپن را بررسی کنند. کشتی دوم و بزرگتر ۱۲۰ تنی که قادر به حرکت در دریاهای آزاد بود دوباره توسط توکوگاوا آیه یاسو سفارش داده شد. او بعداً در سال ۱۶۱۰ به سفارت اسپانیا قرض داده شد و از اقیانوس آرام عبور کرد. توسط اسپانیایی San Buena Ventura نامگذاری شد.
سپس ثبت شده‌است که او در آماده‌سازی سفارت هاسه‌کورا تسونه‌ناگا در آمریکا و اروپا در سال ۱۶۱۳ با حمایت خود از این مأموریت و تأمین نجار اصلی خود برای ساختمان San Juan Bautista شرکت کرده‌است.
همچنین توسط ریچارد کوکز، رئیس کارخانه انگلیسی در هیرادو، گزارش شده‌است که با او و ویلیام آدامز دربارهٔ تهاجم نیروهای ژاپنی به فیلیپین در سال ۱۶۱۶ بحث کرده‌است.
در سال ۱۶۰۱، تحت رهبری توکوگاوا هیده‌تادا، به غیر از پدرش ماساسونا، ۵۰۰ ککو در ولایت ساگامی و کازوسا دریافت کرد و به عنوان قاضی گوچوبون به هوری، ناحیه کاتسوشیکا، ولایت شیموسا (شهر اورایاسو کنونی، استان چیبا) رفت. ثبت است که در آنجا اردوگاهی برپا شده‌است. در طول محاصره زمستانی اوساکا، او به عنوان فرمانده نیروی دریایی به همراه موریتاکا کوکی، نوبوچیکا چیگا و میتسوتاکا اوباما خدمت کرد. آنها نیروهای خود را از مجاورت روستای شیمو فوکوشیما اعزام کردند و درگیری‌های مکرری با نیروی دریایی خاندان تویوتومی به رهبری هاروتان اوهنو در نبردهای نودا و فوکوشیما داشتند. در به دست گرفتن کنترل دریا در خلیج اوساکا موفقیت نشان داد. در نتیجه تلاش‌های او، در سال ۱۶۱۵، ۵۰۰ ککوی اضافی و سپس در سال ۱۶۱۷، ۲۰۰۰ ککو به او دادند که آن را به ۳۰۰۰ ککو تبدیل کرد و پس از مرگ پدر، دارایی پدرش را با هم ترکیب کرد و ۵۰۰۰ ککو به نام کانئی به دست آورد. در سال ۱۶۲۵، مبلغ کل ۶۰۰۰ ککو در هر دو ولایت ساگامی و کازوسا بود و به عنوان یک هاتاموتو اصلی به دلیل جانبداری او از خاندان تویوتومی مهر و موم شد.
تاداکاتسو در سال ۱۶۴۱ درگذشت و در هونکاکو-این، شاخه ای از معبد کانئی-جی در اوئنو به خاک سپرده شد، اما بعداً توسط ماسارو موکای کانشویو به معبد یوگاکو-جی در فوکاگاوا، بخش کوتو منتقل شد. پس از مرگ تاداکاتسو، پسر دوم او، نائومونه، به ریاست خانواده رسید، زیرا پسر بزرگش، ماساتوشی موکای، از ناراحتی پدرش رنج برده بود و در انزوا در کوه کویا زندگی می‌کرد. با این حال، نائومونه درگذشت و یک فرزند خردسال را پشت سر گذاشت، بنابراین برادر کوچکترش، ماساکاتا موکای، جانشین او شد. تاداکاتسو اولین کسی بود که لقب «شوگن» به او داده شد و این عنوان تا زمان سقوط ادو باکوفو به مدت ۱۱ نسل به ارث رسید.